# クリハラタカシ
クリハラタカシ（1977年 - ）は、日本の漫画家。東京都生まれ。多摩美術大学グラフィックデザイン科卒業。本名は栗原崇。

## 経歴
1999年「アナホルヒトビト」でアフタヌーン四季大賞を受賞してデビュー。
アニメーション作品「ROBOTTING」（加藤久仁生共同作品）、「夕暮れ団地」でラピュタアニメーションフェスティバル・ユーリノルシュテイン大賞、及びNHK「デジタル・スタジアム」にて入賞を受賞。
NHK「英語であそぼ！」にてアニメーションを制作。またゲームソフト「塊魂」の制作プロジェクトに参加など、イラストレーション、絵本、アニメーションの制作など幅広く活躍。『プラスチックモンスターをやっつけよう！きみが地球のためにできること』で第68回産経児童出版文化賞JR賞受賞。
現在は「honto＋」「アックス」で連載中。

## 単行本（単著）
- 『ツノ病』青林工藝舎 2004年6月 ISBN 978-4883791583
- 『ラッキーボギー』青林工藝舎 2011年11月 ISBN 978-4883793556
- 『みんなのひとり上手手帖』ナナロク社 2014年4月8日 ISBN 978-4904292488
- 『冬のUFO・夏の怪獣』ナナロク社 2015年8月19日 ISBN 978-4904292563　新版 2020年11月 ISBN 978-4-86732-001-3
- 『むしめがねのルーペちゃん』アリス館 2016年4月16日 ISBN 978-4752007500
- 『ぱたぱたするするがしーん』福音館書店 こどものとも年中向き 2018年8月
- 『たんぽぽふうたろうと７ふしぎ』小学館 2018年11月20日 ISBN 978-4-09-726822-2
- 『これなんなん？』くもん出版 2019年4月19日 ISBN 978-4-7743-2852-2
- 『隊長と私』青林工藝舎 2019年5月10日 ISBN 978-4883794591
- 『ハッピーボギー』あかね書房 2019年7月16日 ISBN 978-4-251-09925-9
- 『とおくにいるからだよ』教育画劇 2019年10月25日 ISBN 978-4-7746-2193-7
- 『くまくんのたすけて～！ おたすけしかけえほん』学研プラス 2020年1月16日 ISBN 978-4-05-205173-9
- 『こうえん』偕成社 2020年4月22日 ISBN 978-4-03-350020-1
- 『ゲナポッポ』白泉社 2020年10月30日 ISBN 978-4-592-76276-8
- 『名前のチカラ』福音館書店月刊たくさんのふしぎ12月 電子版 2022年11月2日 JAN 491-0-15-923122-3
- 『日曜日のはじめちゃん』福音館書店 2022年11月7日 ISBN 978-4-8340-8687-4
- 『きょうのコロンペク　コロンペクの１しゅうかん』福音館書店 2023年1月20日 ISBN 978-4-8340-8692-8

## イラスト
- 斉藤倫『クリスマスがちかづくと』福音館書店、2017年10月4日、ISBN 978-4834083637。
- 斎藤充博『子育てでカラダが限界なんですがどうすればいいですか?』株式会社青月社、2018年6月9日、ISBN 978-4810913194。

## アニメーション
- 「ROBOTTIN」(加藤久仁生共同作品)
- 「HAPPY BOGEYS」[3]
- 「スマホ世代の卒業式答辞」[4]

## 雑誌特集
- 「アックス」Vol.38 特集：クリハラタカシ 青林工藝舎 2004年4月 ISBN 978-4883791552